# 박제륜
박제륜(朴濟輪, 일본식 이름: 中原正道나카하라 다다미치, 1886년 12월 22일 ~ ?)은 일제강점기의 관료로, 본적은 충청북도 영동군 매곡면이다.

## 생애
1910년 경상북도 청하군 주사로 발탁되었으며, 경상북도 개령군 서기(1910년), 경상북도 달성군 서기(1912년 ~ 1918년), 경상북도 경산군 서기(1919년 ~ 1920년)를 역임했다. 1912년 8월 1일 일본 정부로부터 한국 병합 기념장을 받았으며 경상북도 경산군 속(屬, 1921년 ~ 1922년), 경상북도 고령군 속(屬, 1924년), 경상북도 예천군 속(屬, 1925년)을 역임했다.
1926년 10월 15일부터 1930년 4월 3일까지 경상북도 의성군수를 역임했으며 1928년 9월 24일 고등관 7등, 1928년 11월 1일 종7위에 각각 서위되었다. 1928년 11월 9일 일본 정부로부터 쇼와 대례 기념장을 받았고 1930년 4월 4일부터 1931년 12월 27일까지 경상북도 예천군수를 역임했다. 1930년 12월 22일 고등관 6등, 1931년 3월 16일 정7위에 각각 서위되었고 1931년 12월 28일부터 1933년 7월 25일까지 경상북도 달성군수를 역임했다. 1932년 4월 13일 일본 정부로부터 훈6등 서보장을 받았고 1933년 2월 10일 조선 쇼와 5년 국세 조사 기념장을 받았다.
1933년 7월 26일부터 1936년 5월 20일까지 경상북도 영양군수를 역임했으며 1933년 9월 30일 고등관 5등, 1933년 11월 15일 종6위에 각각 서위되었다. 1935년 10월 1일 일본 정부로부터 시정 25주년 기념표창을 받았고 1936년 5월 21일부터 1937년 7월 30일까지 경상북도 성주군수를 역임했다. 1936년 9월 30일 고등관 4등, 1936년 10월 15일 정6위에 각각 서위되었으며 1937년 4월 14일 일본 정부로부터 훈5등 서보장을 받았다.
1937년 7월 31일부터 1940년 9월 30일까지 경상북도 예천군수를 역임했으며 1940년 9월 28일 고등관 3등과 종5위에 서위되었다. 예천군수 재직 시절에 일어난 중일 전쟁 당시 군수품과 전시물자 공출, 국방헌금 및 애국기 헌납 자금 모금, 일본군 위문 등에 관한 업무를 수행하여 일본의 침략 전쟁에 적극 협력했다.
민족문제연구소의 친일인명사전 수록자 명단의 관료 부문, 친일반민족행위진상규명위원회가 발표한 친일반민족행위 705인 명단에 포함되었다.

## 참고자료
- 친일반민족행위진상규명위원회 (2009). 〈박제륜〉. 《친일반민족행위진상규명 보고서 Ⅳ-7》. 서울. 88~98쪽.